# لیانا سالازار
لیانا سالازار (انگلیسی: Liana Salazar؛ زادهٔ ۱۶ سپتامبر ۱۹۹۲) بازیکن فوتبال اهل کلمبیا است.
وی همچنین در تیم‌های ملی فوتبال Colombia women's national under-17 football team و تیم ملی فوتبال زنان کلمبیا بازی کرده‌است.